# Jindřichův Hradec
Jindřichův Hradec (en alemany Neuhaus) és una ciutat txeca, situada a la regió de Bohèmia Meridional fent frontera amb la regió de Moràvia i amb Àustria. Tenia una població de 22.800 habitants segons el cens de 2003.
El seu monument més important és el seu castell d'estil renaixentista, el tercer complex palatí més extens de la República Txeca. El seu centre històric té una gran quantitat de cases que troben el seu origen en l'edat mitjana i que van ser reconstruïdes després del gran incendi de 1801 en estil imperial.
Un altre enclavament destacat és l'Església de la Mare de Déu enganxada a la qual transcorre el meridià 15º.
A l'edifici de l'antic Convent Jesuïta, avui convertit en museu es troba el Betlem de Kyza que està inscrit en el llibre Guiness dels rècords com el Betlem mecànic més gran del món.

## Fills il·lustres
- Adam Michna (1600-1676), escriptor, poeta, compositor, organista i musicòleg.